# ابن گوتیرز
ابن گوتیرز (انگلیسی: Ibón Gutiérrez؛ زادهٔ ۱۰ ژوئیهٔ ۱۹۸۴) بازیکن فوتبال اهل اسپانیا است.
از باشگاه‌هایی که در آن بازی کرده‌است می‌توان به باشگاه فوتبال دپورتیوو آلاوس، باشگاه فوتبال نومانسیا، باشگاه فوتبال اتلتیک بیلبائو، باشگاه فوتبال آلباسته بالومپیه، و باشگاه فوتبال اتلتیک بیلبائو بی اشاره کرد.